# Sophie Polkamp
Sophie Polkamp (née le 2 août 1984 à Groningue) est une joueuse de hockey sur gazon néerlandaise, sélectionnée en équipe des Pays-Bas de hockey sur gazon féminin. 
Elle est sacrée championne olympique à deux reprises, aux Jeux olympiques d'été de 2008 à Pékin et aux Jeux olympiques d'été de 2012 à Londres. Elle est aussi championne du monde en 2006, championne d'Europe en 2005 et 2011 et vice-championne d'Europe en 2007.